# In a Glass Darkly
In a Glass Darkly (en español: En un cristal oscuro) es una colección de relatos de terror del escritor irlandés Joseph Sheridan Le Fanu publicada en 1872, justo un año antes de su muerte. El segundo y el tercer relato son versiones revisadas de historias publicadas con anterioridad, mientras que los relatos cuarto y quinto son lo suficientemente largos como para ser llamados novelas cortas. El hilo conductor de estos relatos lo constituye el hecho de que son presentados como anécdotas del investigador de lo paranormal el Doctor Martin Hesseluis.

## Origen del nombre
El título del libro proviene de una cita de un versículo de la Biblia. En concreto de la Primera epístola a los corintios, capítulo 13, versículo 12:

12 "Ahora vemos por espejo, oscuramente; más entonces veremos cara a cara. Ahora conozco en parte; pero entonces conoceré como fui conocido."
Primera epístola a los corintios, 13:12.

Por espejo, oscuramente (In a Glass Darkly) son las palabras escogidas para titular el libro.

## Relatos
Las historias, que pertenecen a los géneros de Narrativa gótica y misterio , son presentados como una selección de las investigaciones póstumas del detective de lo oculto Dr. Martin Hesselius.

### "Té Verde"
Un clérigo Inglés llamado Jennings confía a Hesselius el hecho de que está siendo seguido por un demonio en forma de un mono etéreo, invisible para todos los demás, que está tratando de invadir su mente y destruir su vida. Hesselius escribe cartas a un colega holandés sobre la condición de la víctima, que va empeorando de salud con el tiempo a medida que la criatura intensifica sus métodos, todos los cuales son puramente psicológicos. El título se refiere a la creencia de Hesselius de que el Té verde fue lo que liberó el "ojo interior" del clérigo Jennings y lo que condujo al embrujo. El libro de Emanuel Swedenborg Arcana Cœlestia (1749) se cita en el poder de los demonios.

### "El Familiar"
Una versión revisada de "El Vigilante (The Watcher)" (1851). Un capitán de mar, que vive en Dublín, es acechado por "The Watcher", un extraño enano que se parece a una persona de su pasado. El capitán empieza a oír voces acusatorias acerca de él y, finalmente, sus temores se solidifican en forma de un pájaro siniestro, un búho mascota propiedad de su prometida, la señorita Montague.

### "El Juez Harbottle"
Una versión revisada de "Descripción de Ciertas Extrañas Perturbaciones Que Se Produjeron En Aungier Street" (1853). Un cruel juez del Tribunal de Causas Comunes, Elijah Harbottle, se encuentra a sí mismo siendo atacado por vengativos espíritus, y en un sueño inquietante es condenado a muerte por un monstruoso doppelgänger con su apariencia. La historia se desarrolla entre 1746 y 1748 y es vuelta a contar por un londinense, llamado Anthony Harman, que tiene las cartas de un viejo amigo.

### "La Habitación del Dragón Volador"
Esta historia no es propiamente un cuento de fantasmas sino una notable historia de misterio, en 26 capítulos, que incluye el tema del Entierro prematuro. Un ingenuo joven inglés intenta, en Francia salvar a una misteriosa condesa de una situación intolerable que está viviendo esta.

### "Carmilla"
La protagonista, Laura, narra cómo su vida pasa de común a desconcertante y espantosa cuando aparece Carmilla, una hermosa joven que resulta ser un vampiro. Al transcurrir la historia Carmilla comienza a mostrar un comportamiento bastante romántico hacia la otra joven. Esto es lo que lleva a pensar a muchos expertos que se trata de uno de los primeros textos donde se dan Homosexualidad y vampiros con una antagonista abiertamente lesbiana. La obra, de la extensión de una novela corta, está ambientada en el Ducado de Estiria en Austria.
Esta historia influiria en el futuro a Bram Stoker al escribir Drácula (1897). También serviría como base para muchas obras tanto literarias como en otros medios. Como la película del director danés Carl Theodor Dreyer Vampyr (1932) y la película de la Hammer Productions The Vampire Lovers (1970).